# Bonvillet
Bonvillet är en kommun i departementet Vosges i regionen Grand Est (tidigare regionen Lorraine) i nordöstra Frankrike. Kommunen ligger i kantonen Darney som tillhör arrondissementet Épinal. År 2022 hade Bonvillet 275 invånare.

## Befolkningsutveckling
Antalet invånare i kommunen Bonvillet
| Referens: INSEE |